# Хоум

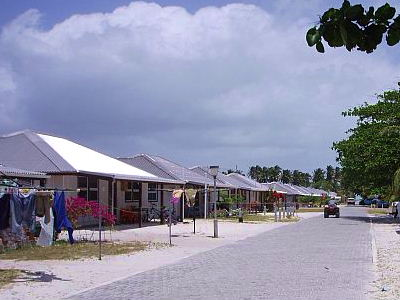

Хоум (англ. Home Island) — один з двох постійно населених островів південного атола, який складається всього з 26 островів, Кокосових островів, австралійської заморської території у центрально-східній частині Індійського океану. Площа — 0.95 км ². Населення — приблизно 500 осіб, кокосових малайців, які живуть у поселенні Бантам.